# 小川貫爾
小川 貫爾（おがわ かんじ、1893年（明治26年）9月10日 - 1973年（昭和48年）1月23日）は、日本の海軍軍人。最終階級は海軍少将。広島県広島市中区出身。

## 略歴
旧制広島県立第一中学校より、海軍兵学校および陸軍士官学校（第27期）を受験し、双方に合格している。海軍兵学校第43期入校。入校時成績順位は100名中第4位、卒業時成績順位は96名中第9位。
元来は武田姓だったが小川家に養子に入り姓が変る。海軍省教育局所属時に柳澤正樹に皇道論についての本を著すよう慫慂し助言や資料を与えた。戦後は宇垣纏中将の日記『戦藻録』改訂版の編纂に携わった事で知られる。

## 年譜
- 1893年（明治26年）9月10日- 広島県広島市生
- 1906年（明治39年）4月1日- 広島県立第一中学校入学
- 1911年（明治44年）3月31日- 広島県立第一中学校卒業
- 1912年（大正元年）9月9日- 海軍兵学校入校、入校時成績順位100名中第4位
- 1913年（大正2年）12月18日- 学術優等章受章
- 1915年（大正4年）12月16日- 海軍兵学校卒業、卒業時成績順位96名中第9位・任 海軍少尉候補生・装甲巡洋艦「磐手」乗組・練習艦隊近海航海出発 佐世保~仁川~旅順~大連~鎮海~舞鶴~鳥羽方面巡航
- 1916年（大正5年）4月3日- 帰着
  - 4月20日- 練習艦隊遠洋航海出発 香港~シンガポール~フリーマントル~メルボルン~シドニー~ウェリントン~オークランド~ヤルート~ポナペ~トラック~父島方面巡航 
  - 8月22日- 帰着
  - 8月25日- 戦艦「河内」乗組
  - 12月1日- 任 海軍少尉・巡洋戦艦「金剛」乗組
- 1917年（大正6年）9月10日- 装甲巡洋艦「磐手」乗組 海軍少尉候補生指導官附 
  - 11月24日- 練習艦隊近海航海出発 徳山~青島~大連~仁川~鎮海~釜山~竹敷~別府~大阪~鳥羽方面巡航
- 1918年（大正7年）2月8日- 帰着
  - 3月2日- 練習艦隊遠洋航海出発 サンフランシスコ~ロスアンゼルス~サンチャゴ~マンサニーリョ~アカプルコ~パナマ~ハワイ~ヤルート~トラック~サイパン~小笠原方面巡航 
  - 7月6日- 帰着
  - 7月24日- 巡洋戦艦「榛名」乗組
  - 12月1日- 海軍水雷学校普通科学生
- 1919年（大正8年）5月23日- 海軍砲術学校普通科学生
  - 12月1日- 2等駆逐艦「桃」乗組
- 1920年（大正9年）12月1日- 巡洋戦艦「霧島」分隊長心得
- 1921年（大正10年）12月1日- 海軍砲術学校高等科第21期学生
- 1922年（大正11年）11月30日- 海軍砲術学校高等科修了
  - 12月1日- 巡洋戦艦「金剛」分隊長
- 1924年（大正13年）12月1日- 海軍砲術学校教官兼分隊長
- 1925年（大正14年）12月1日- 海軍大学校甲種第25期学生
- 1926年（大正15年）11月25日- 海軍大学校甲種卒業、卒業時成績順位20名中第6位
- 1927年（昭和2年）12月1日- 戦艦「日向」副砲長兼分隊長
- 1928年（昭和3年）5月16日- 在アメリカ日本大使館附海軍駐在武官府補佐官補
- 1929年（昭和4年）5月1日- 在アメリカ日本大使館府海軍駐在武官府補佐官
- 1930年（昭和5年）5月1日- 帰朝
  - 7月1日- 戦艦「陸奥」分隊長
  - 9月15日- 海軍省出仕
  - 12月1日- 海軍省軍令部出仕
- 1931年（昭和6年）1月12日- 罹病に依り待命
  - 6月10日- 海軍省軍令部第3班第5課
  - 9月5日- 海軍省軍令部参謀
- 1932年（昭和7年）1月20日- 横須賀鎮守府附
  - 4月9日- 海軍省軍令部第3班第5課参謀
  - 10月10日- 横須賀鎮守府附教育部
  - 12月1日- 任 海軍中佐
- 1934年（昭和9年）2月27日- 海軍省出仕
  - 3月10日- 満州國出張
  - 10月18日- 横須賀鎮守府附教育部
- 1935年（昭和10年）5月25日- 海軍軍令部兼海軍省出仕
- 1936年（昭和11年）12月1日- 任 海軍大佐・海軍軍令部第3部第5課長
- 1937年（昭和12年）11月20日- 兼 大本営海軍参謀 兼 海軍報道部課長
- 1939年（昭和14年）1月25日- 在アメリカ日本大使館附海軍駐在武官
- 1940年（昭和15年）9月10日- 帰朝
  - 12月9日- 海軍軍令部員 兼 大本営海軍参謀 兼 海軍報道部課長
  - 12月28日- 兼 総力戦研究所員
- 1942年（昭和17年）5月15日- 海軍軍令部第3部長 兼 大本営海軍報道部課長 兼 総力戦研究所員
  - 6月3日- 免 総力戦研究所員
  - 11月1日- 任 海軍少将
- 1943年（昭和18年）12月1日- 海軍省軍務局御用掛 兼 総力戦研究所員
  - 12月16日- 兼 総力戦研究所長
- 1944年（昭和19年）3月7日- 海軍大学校教頭 兼 研究部長 兼 総力戦研究所長
  - 4月15日- 海軍軍令部兼海軍省出仕 兼 総力戦研究所長
- 1945年（昭和20年）1月20日- 支那方面艦隊司令部附
  - 2月10日- 支那方面艦隊参謀副長 兼 在中国国民政府日本大使館附海軍駐在武官 兼 南京在勤武官 中国国民政府軍事顧問
- 1946年（昭和21年）3月31日- 予備役編入
- 1947年（昭和22年）11月28日- 公職追放仮指定[2]
- 1973年（昭和48年）1月23日- 死去 享年79